# Moritz von Kaisenberg
Moritz Leopold Ludolf von Kaisenberg (* 26. Juni 1837 in Halberstadt; † 18. August 1910 in Hannover) war ein preußischer Oberstleutnant, Rittergutsbesitzer und Schriftsteller, der unter den Pseudonymen Moritz von Berg-Nesselröden, Moritz von Berg-Nesselröder, Moritz von Berg oder Moritz Leopold Ludolf von Berg publizierte.

## Leben

### Herkunft
Moritz entstammte der II. Linie des Adelsgeschlechts von Kaisenberg. Er war der älteste Sohn des Kriminalrats und Rittergutsbesitzers Louis von Kaisenberg (1797–1866) und dessen Ehefrau Adelaide, geborene von Lüderitz (1803–1875) aus dem Hause Lüderitz.

### Karriere
Nach dem Besuch des Halberstädter Gymnasiums trat Kaisenberg am 1. April 1855 als Portepeefähnrich in das 7. Kürassier-Regiment der Preußischen Armee ein, avancierte zum Sekondeleutnant und wurde nach dem Deutschen Krieg im Oktober 1866 als Premierleutnant in das Ulanen-Regiment Nr. 14 versetzt. Mit dem Regiment nahm er 1870/71 am Krieg gegen Frankreich teil und erhielt für sein Wirken das Eiserne Kreuz II. Klasse. Kaisenberg rückte zum Eskadronchef sowie Ende Februar 1880 zum Major auf und wurde am 12. Dezember 1882 als etatmäßiger Stabsoffizier in das Schlesische Ulanen-Regiment Nr. 2 versetzt. Am 11. Dezember 1886 wurde Kaisenberg mit Pension zur Disposition gestellt und als Bezirkskommandeur des I. Bataillons im 2. Oberschlesischen Landwehr-Regiment Nr. 23 in Neiße weiterverwendet. In dieser Eigenschaft erhielt er am 14. Mai 1887 den Charakter als Oberstleutnant. Unter Entbindung von seiner Stellung wurde ihm am 14. September 1893 mit Pension und der Erlaubnis zum Tragen der Uniform des 2. Hannoverschen Ulanen-Regiments Nr. 14 der Abschied bewilligt.
Er zog sich auf sein Rittergut Ahlem bei Hannover-Linden zurück. Zunächst in Ahlem und später in Hannover veröffentlichte Kaisenberg ab 1893 zahlreiche Erzählungen. Unter dem Titel der ... Memoiren der Baronesse Cecile de Courtot... gab er sich als Bearbeiter und Urenkel der Baronesse zu erkennen.
Seit 1898 bis zu seinem Tod lebte er in Hannover. 1910 lebte der Oberstleutnant a. D. laut dem Adressbuch der Stadt Hannover im Haus Auf dem Emmerberge 2.

### Familie
Kaisenberg hatte sich am 4. Mai 1860 in Dessau mit Franziska von Bilow (1837–1871) aus dem Hause Gülzow verheiratet. Nach ihrem Tod heiratete er am 3. Januar 1873 in Verden Elisabeth Wagner (1852–1886) und in dritter Ehe am 25. Oktober 1887 Adelheid von der Decken (* 1858). Aus den Ehen gingen sieben Kinder hervor, darunter Hella (* 1869), die 1898 den späteren preußischen Generalmajor Georg Eduard Johann von Wodtke heiratete.

## Schriften
- Ulanenbriefe von der 1. Armee. 1893.
- Das Geheimfach meines Schreibtisches. Erinnerungen aus dem Leben eines alten Reitersmannes. 3 Teile, 1894–1895.
- Gelb-Weiß. Plaudereien aus der militärischen Jugend. 1894.
- Kürassierbriefe an eine Dame. 1896.
- Einer von den Ersten Husaren der englisch-deutschen Legion. Erzählung, 1897.
  - neue Ausgabe unter dem Titel: Vom Paſtorssohn zum Fürsten. historischer Roman, 1898.
- Graf Hasso Felsberg. Roman aus der letzten Zeit Alt-Hannovers. 2 Teile, 1898.
- Moritz von Kaisenberg (Bearb.): Die Memoiren der Baronesse Cecile de Courtot. Dame d'atour der Fürstin von Lamballe Prinzeß von Savoyen-Carignan. Ein romantisches Zeit- und Lebensbild, nach Briefen der Baroneß an Frau von Alvensleben, geb. Baronesse Loë und deren Tagebuch zusammengestellt von ihrem Urenkel Moritz von Kaisenberg. H. Schmidt & G. Günther, Leipzig 1898.
  - 3. Ausgabe 1906.
- Roß und Reiter. Kavalleristische Erzählungen. 1898.
  - Teil 1: Der tolle Graf.
  - Teil 2: Stummel-August.
- Auf den Spuren der Jugendzeit. Harzplaudereien eines alten Mannes. 2 Teile, 1898.
- Die Ritter vom Sporn. Erzählungen, 1899.
- Vom Gesandtschaftsattaché. Briefe über Japan. Verlag von M. & H. Schaper, Hannover 1899; Digitalisat über die Staatsbibliothek Berlin – Preußischer Kulturbesitz
- Der Junker Werner von Brunshauſen. historischer Roman, 1899.
- König Jerome Napoleon. Ein Zeit- und Lebensbild nach Briefen der Frau von Sothen und des Reichserzkanzlers von Dalberg etc. 1899.
  - Neuauflage (= Deutsche Hochschulschriften / Alte Reihe. Band 87), Egelsbach; Köln; New York: Hänsel-Hohenhausen, 1993, ISBN 978-3-89349-118-6 und ISBN 3-89349-118-X.
- Napoleon I. und Eugénie Desirée Clary-Bernadotte. Roman aus dem Leben einer Königin in drei Abschnitten. Ein Zeit- und Lebensbild nach bisher theilweise noch nicht bekannten französischen und schwedischen Quellen. Schmidt & Günther, Leipzig 1901.
- „Vom Grafen Oskar“. Zeitbild napoleonischer Zwangsherrschaft. 2 Bände, 1901–1902.
  - Neue Ausgabe unter dem Titel Intime Geschichten aus Niedersachsen. 1908.
- Die Intrigen der Gräfin Seefeld. Hofroman aus den Memoiren eines souveränen Fürsten. 1901.
  - Neue Ausgabe 1906.
- L'aigle et l'aiglon, Napoleon I. und sein Sohn. Der Lebensroman eines Enterbten. Ein Zeit- und Lebensbild in drei Abschnitten nach bisher wenig bekannten Quellen, in ganz neuer Beleuchtung. Schmidt & Günther, Leipzig 1901.
- Der Roman eines Leutnants vom Husarenregiment Königin und andere Geschichten. 1903.
  - Neue Ausgabe unter dem Titel: Aus einer kleinen althannöverschen Garnison und andere Geschichten. 1905. Erlebnisse des Husarenleutnants Baron Gerdau in Japan vor Ausbruch des russisch-japanischen Krieges. 1904.
- Jesuitenränke. Si cum Jesuitis, non cum Jesu itis. Roman, 1905.
- Bonaparte. Die Geschichte einer Liebe des ersten Napoleon. (= Napoleon I. und seine Zeit.), historischer Roman, 1906.
  - Neuauflage mit Illustrationen nach Originalen von Max Wulff, Globus Verlag, Berlin [1913].
- Die Folgen einer Leidenschaft. Kriminalroman, 1906.
- Grafin Elisabeth Seefeld. Durchlauchts Geheimnis. Hofroman. 1906.
- mit Emil Buxbaum: Der Deutschen Reiter-Regimenter Ehrentage. Gerhard Stalling, Oldenburg [1909].